# Grenoble Foot
Grenoble Foot 38 ist ein französischer Fußballverein aus Grenoble, der Hauptstadt des ostfranzösischen Départements Isère (Ordnungszahl: 38), am Fuß der Savoyer Alpen in der Landschaft Dauphiné gelegen.

## Geschichte
Gegründet wurde er 1917 als Abteilung des Rugby-Vereins Football Club de Grenoble. Diesen Namen trug der Klub bis 1977, dann hieß er erst FC AS de Grenoble (bis 1984), gefolgt von FC de Grenoble Dauphiné (bis 1990). Anschließend führten zwei Konkurse (1990, 1997) und mehrere Fusionen zu einer wahren Flut von Namensänderungen (5 neue Bezeichnungen innerhalb von 7 Jahren): Football Club de Grenoble Isère, Football Club de Grenoble Jojo Isère, Olympique Grenoble Isère, Sporting Club de Grenoble und schließlich seit 1997 der heutige Name.
2004 erwarb das japanische Unternehmen Index Holdings 99,42 % an dem Club.
Die Vereinsfarbe ist Blau; die Ligamannschaft spielt im Stade des Alpes, das eine Kapazität von 20.000 Plätzen aufweist und im Februar 2008 das Stade Lesdiguières als Spielstätte ablöste.
Vereinspräsident war (bis zu der Insolvenz) Kazutoshi Watanabe, die erste Mannschaft wurde von Yvon Pouliquen trainiert, der im Verlauf der Saison 2010/11 „Mécha“ Baždarević ablöste.
Im Sommer 2011 wurde der Verein vor einem zuständigen Gericht aufgrund seiner Überschuldung liquidiert; die umgehend erfolgte Neugründung hatte zur Folge, dass Grenoble im Amateurbereich einen Neubeginn unternehmen musste; 2015/16 spielte die erste Mannschaft in der vierten Liga, schaffte es jedoch binnen zwei Spielzeiten in die Ligue 2 aufzusteigen.

## Ligazugehörigkeit
Profistatus besaß Grenoble 1942–1946, 1951–1971 und wieder 2001–2011. Erstklassig (Division 1, seit 2002 in Ligue 1 umbenannt) spielte der Klub 1942/43, 1960/61, 1962/63 und 2008–2010. Nach etlichen Jahren im Amateurlager ist Grenoble 2017 zumindest in die dritte Liga zurückgekehrt. 2018 gelang der Aufstieg in die Ligue 2.

## Kader 2024/25
Stand: 21. Februar 2025
| Nr. |              | Position | Name             |
| --- | ------------ | -------- | ---------------- |
| 1   | Frankreich   | TW       | Maxime Pattier   |
| 4   | Senegal      | AB       | Mamadou Diarra   |
| 6   | Belgien      | MF       | Dante Rigo       |
| 7   | Guinea-a     | ST       | Yadaly Diaby     |
| 8   | Frankreich   | MF       | Jessy Benet      |
| 9   | Frankreich   | ST       | Alan Kerouedan   |
| 10  | Frankreich   | MF       | Eddy Sylvestre   |
| 13  | Mauretanien  | TW       | Mamadou Diop     |
| 14  | Guadeloupe   | AB       | Loïc Nestor      |
| 16  | Frankreich   | TW       | Bobby Allain     |
| 17  | Frankreich   | AB       | Shaquil Delos    |
| 18  | Burkina Faso | MF       | Bashiro Yaméogo  |
| 21  | Frankreich   | AB       | Allan Tchaptchet |

| Nr. |                | Position | Name             |
| --- | -------------- | -------- | ---------------- |
| 23  | Frankreich     | ST       | Nesta Elphege    |
| 24  | Frankreich     | AB       | Loris Mouyokolo  |
| 25  | Frankreich     | MF       | Théo Valls       |
| 27  | Frankreich     | AB       | Matthéo Xantippe |
| 28  | Benin          | MF       | Junior Olaitan   |
| 29  | Frankreich     | AB       | Gaëtan Paquiez   |
| 30  | Senegal        | MF       | Samba Diba       |
| 31  | Kongo Republik | MF       | Nolan Mbemba     |
| 33  | Turkei         | AB       | Efe Sarıkaya     |
| 38  | Marokko        | ST       | Ayoub Jabbari    |
| 70  | Gambia         | MF       | Saikou Touray    |
| 77  | Senegal        | AB       | Arial Mendy      |

## Erfolge
- Französische Meisterschaft: Bisher beste Platzierung war Tabellenrang 13 (2008/09)
- Französischer Pokal: Halbfinalist 1946, 2009

## Für den Verein wichtige ehemalige Spieler
- Rubén Bravo
- Youri Djorkaeff
- Robert Malm
- François Remetter
- Maryan Wisnieski
- Olivier Giroud